# Encyclia guzinskii
Encyclia guzinskii är en orkidéart som beskrevs av Ruben Primitivo Sauleda och R.M.Adams. Encyclia guzinskii ingår i släktet Encyclia och familjen orkidéer. Inga underarter finns listade i Catalogue of Life.